# ورزشگاه جوزپه سینیگاگلیا
ورزشگاه جوزپه سینیگاگلیا (به ایتالیایی: Stadio Giuseppe Sinigaglia) ورزشگاهی در شهر کومو در کشور ایتالیا است.
بازی‌های خانگی باشگاه فوتبال کومو در این ورزشگاه برگزار می‌شود.